# Masaru Furukawa
Masaru Furukawa (jap. 古川 勝 Furukawa Masaru; ur. 6 stycznia 1936 w Hashimoto, zm. 21 listopada 1993) – japoński pływak specjalizujący się w stylu klasycznym, mistrz olimpijski (1956) i były rekordzista świata. 

## Kariera pływacka
Podczas igrzysk olimpijskich w Melbourne zdobył złoty medal w konkurencji 200 m stylem klasycznym.
W trakcie wyścigów kibice mogli zobaczyć Furukawę jedynie na starcie, nawrocie i na mecie, pozostałą część dystansu płynął pod wodą. Po 1956 roku taki sposób pływania został zakazany, co spowodowało zakończenie kariery przez Japończyka, który wcześniej pobił 10 rekordów świata.
W 1981 roku został wprowadzony do International Swimming Hall of Fame.